# Christo Bozukow
Christo Bozukow, bułg. Христо Бозуков (ur. 14 stycznia 1960 w Płowdiwie) – bułgarski agronom i nauczyciel akademicki, profesor, w 2017 i w 2021 minister rolnictwa.

## Życiorys
W 1985 ukończył studia na Uniwersytecie Rolniczym w Płowdiwie, specjalizując się w ochronie roślin. Pracował jako agronom i badacz w instytucie tytoniu i wyrobów tytoniowych w tym mieście, później został jego dyrektorem. W 1999 obronił doktorat z fitopatologii, w 2014 został profesorem. Objął stanowisko kierownika zakładu agrotechniki i ochrony roślin na płowdiwskiej uczelni. Od 2013 do 2015 kierował Akademią Rolniczą w Sofii. Członek różnych organizacji naukowych.
W styczniu 2017 został ministrem rolnictwa i żywności w technicznym rządzie Ognjana Gerdżikowa; funkcję tę pełnił do maja tegoż roku. W 2018 wszedł w skład rady do spraw rozwoju gospodarczego i społecznego przy prezydencie Rumenie Radewie. W maju 2021 objął funkcję ministra rolnictwa, żywności i leśnictwa w przejściowym gabinecie Stefana Janewa. Pozostał na tym stanowisku w utworzonym we wrześniu 2021 drugim technicznym rządzie tego samego premiera. Pełnił tę funkcję do grudnia tegoż roku.
Żonaty, ma jedno dziecko.